# Kościół św. Wita w Rogoźnie
Kościół św. Wita – kościół parafialny pod wezwaniem świętego Wita w Rogoźnie, zwany też Rogozińską Farą.
Najstarszy kościół w Rogoźnie, związany według księdza Józefa Nowackiego ("Dzieje Archidiecezji Poznańskiej", T.2) z grodem z X wieku i późniejszym rogozińskim grodem kasztelańskim, fundowany według tradycji przez księcia Mieszka I i Dobrawę, na co miałoby wskazywać między innymi bardzo stare wezwanie.
Obecny kościół wzniesiony w stylu późnogotyckim w 1526 roku z fundacji starosty rogozińskiego Andrzeja Dołęgi Kretkowskiego i zapewne także królowej Bony przez Marcina Mora i Klemensa z Ostroroga (niezachowany do dziś napis łaciński wyryty na dwóch cegłach szkarpy opinającej ścianę wschodnią obiektu głosił: 1526 edificatum per Martinum Mora et Clementium a Ostrorog). Z kolei napis zachowany na zewnętrznej ścianie prezbiterium informuje, że położenie kamienia węgielnego pod budowę kościoła nastąpiło dnia 3 lipca 1526 roku o godzinie ósmej (Fundatio prima iniectio lapidis tertia Julii 1526 Hora 8). Budowa trwała przynajmniej kilkanaście lat. W 1668 roku do kościoła dobudowano zakrystię i skarbiec, a w 1862 wzniesiono kruchtę według projektu berlińskiego architekta Fryderyka Augusta Stuelera.
Kościół jest murowany z cegły, częściowo otynkowany, trójnawowy, pseudobazylikowy, z wydzielonym węższym prezbiterium. Nawa główna i prezbiterium przykryte są sklepieniem gwiaździstym, nawy boczne - krzyżowo-żebrowym. Nawy rozdzielone są ostrołukowymi arkadami. Chór muzyczny barokowy.
Najważniejsze zabytki znajdujące się wewnątrz świątyni:
- mosiężna chrzcielnica gotycka z I poł. XV wieku - w kształcie kotła na trzech łapach zwierzęcych, ozdobiona pięcioma postaciami świętych, pieczęciami z XIV wieku i medalionem rusko-bizantyjskim, prawdopodobnie z XII wieku,
- obraz św. Wita - barokowy z drugiej ćwierci XVIII wieku, w srebrnej koszulce,
- neogotycki ołtarz główny - z 1897 roku, czteroskrzydłowy,
- ołtarz późnobarokowy w nawie północnej - z ok. 1700 roku z herbem Radwan,
- ołtarz późnobarokowy w nawie południowej - z czwartej ćwierci XVIII wieku, stiukowy, o płaskiej dekoracji z obrazami Chrystusa i św. Stanisława,
- rzeźba Chrystusa Frasobliwego - w kruchcie, późnogotycka, ludowa, z polichromowanego drewna, z XVI wieku,
- krucyfiks - na belce tęczowej, z I połowy XVII wieku,
- kielichy: jeden srebrny, późnorenesansowy z I połowy XVIII wieku i drugi barokowy, częściowo złocony, fundacji Macieja Zielińskiego z 1623 roku,
- liczne obiekty w stylu neogotyckim z XIX i XX wieku - stalle, konfesjonały, stacje drogi krzyżowej, szafa organowa, tron i ambona.

W latach 1983–2004 proboszczem tutejszym był ks. kanonik Edmund Ławniczak.
Wpisany do rejestru zabytków w dniu 12 grudnia 1932 roku.
Kościół znajduje się w bezpośredniej bliskości Jeziora Rogozińskiego. 
Przy świątyni ulokowane są:
- pozostałości po drewnianej dzwonnicy z lat 50. z trzema dzwonami (jeden z nich z 1613 roku) (dzwonnica spłonęła doszczętnie w pożarze 13 czerwca 2013 roku, w trakcie którego zostały zniszczone wszystkie trzy dzwony)
- kaplica pogrzebowa z II połowy XIX wieku,
- grota Matki Boskiej z okresu międzywojennego.